# Schutterwald
Schutterwald är en kommun och ort i Ortenaukreis i regionen Südlicher Oberrhein i Regierungsbezirk Freiburg i förbundslandet Baden-Württemberg i Tyskland.
Kommunen ingår i kommunalförbundet Offenburg tillsammans med staden Offenburg och kommunerna Durbach, Hohberg och Ortenberg.